# 五式十二糎七高角砲
| 五式十二糎七単装高角砲 | 五式十二糎七単装高角砲      |
| ---------------------- | --------------------------- |
| 使用勢力               | 大日本帝国海軍              |
| 採用年                 | 1945年                      |
| 口径                   | 127mm                       |
| 砲身長                 | （50口径）                  |
| 初速                   | 890m/s                      |
| 最大射程               | 22,700m                     |
| 最大射高               | 16,000m                     |
| 発射速度               | 13~14発/分                  |
| 俯仰角                 | +8度から+85度               |
| 俯仰速度               | 18度/秒                     |
| 旋回角                 | 360度                       |
| 旋回速度               |                             |
| 動力                   | 電動油圧式                  |
| 重量                   | 全備重量20t、砲身重量約4,7t |
| 要員                   |                             |
| 使用弾                 |                             |
| 弾薬包全長             |                             |
| 弾薬包重量             | 48.1kg                      |
| 弾丸重量               | 27kg                        |
| 炸薬重量               |                             |
| 装薬重量               | 9.8kg                       |
| 信管                   |                             |
| 製造数                 |                             |
| 備考                   |                             |

五式十二糎七単装高角砲（5しき12せんち7たんそうこうかくほう）は、日本海軍が要地防空用に開発した高角砲である。1945年（昭和20年）7月1日に制式化された。

## 概要
八九式12.7cm高角砲を基に、一式12.7cm高角砲（仮称試製一式十二糎七高角砲）が開発された。長砲身化と装薬量の増加による射高の増大が開発主目的とされた。通称長12.7センチ高角砲。
一式12.7cm高角砲には、連装と単装がある。
先ず八九式の機構を基に艦載用連装の一式12.7cm高角砲が開発され（重量48tと過大であった）、それを基に要地防空のための陸上用単装の一式12.7cm高角砲が試作し直された。
試製一式十二糎七単装高角砲を制式化した際、五式十二糎七単装高角砲と呼称が変更された。